# Дегтярьова
Дегтярьо́ва (рос. Дегтярёва) — присілок у складі Юргінського району Тюменської області, Росія.
Населення — 63 особи (2010, 106 у 2002).
Національний склад станом на 2002 рік:
- росіяни — 99 %